# Дискуссия механистов и диалектиков
Филосо́фская диску́ссия между механистами и диалектиками — научная дискуссия общесоюзного масштаба в советской философии.
Сразу же после смерти Ленина советские философы оказались втянутыми в дискуссию, расколовшую лагерь марксистов на две непримиримые группы: «механисты» и «диалектики». Дискуссия между ними, всколыхнувшая весь советский ученый мир, все вузовские аудитории, партийные органы и вошедшая в историю советской философии как глава «О борьбе с механицизмом», началась в 1924 г. на страницах теоретических журналов («Большевик», «Под знаменем марксизма» и др.) и в монографических изданиях. Группа механистов пыталась ревизовать диалектический материализм с механистической точки зрения. Группа философов и естествоиспытателей (Л. И. Аксельрод-Ортодокс, А. И. Варьяш, В. Н. Сарабьянов, И. И. Скворцов-Степанов, А. К. Тимирязев и др.) пытались истолковать марксистскую философию как учение, распространяющее законы естественных наук на все области бытия и мышления. Взгляды этой группы были поддержаны Н. И. Бухариным, который, испытав влияние А. А. Богданова, подменял марксистскую диалектику механистической теорией равновесия. Механицизм явился своеобразным проявлением влияний позитивизма в марксистской философии. Для «механистов» был характерен, по существу, отказ от философии. Скворцов-Степанов заявлял:

Для марксистов не существует области какого-то «философствования», отдельной и обособленной от науки, с какими-то своими, будто бы особыми, «специфическими методами исследования».
Взгляды механистов подверглись резкой критике со стороны большинства философов-марксистов. Против них выступили В. В. Адоратский, А. М. Деборин, Л. Рудаш, М. 3. Селектор, Е. М. Ярославский и др. Если для «механистов» не существовало отдельной и обособленной области философствования, в принципе отождествляемого ими с выводами естественных наук, то для «диалектиков» марксистская философия обладала самостоятельным статусом и специфическим содержанием.
В критике механицизма активное участие принимали ученики А. М. Деборина: Г. К. Баммель, Н. А. Карев, И. К. Луппол, И. Я. Э. Стэн и др.  К «деборинцам» также примыкал, хотя и осторожно, В. Ф. Асмус. Спор между «механистами» и «диалектиками» был далек от научной полемики. Стороны не стеснялись в средствах, обвиняя друг друга в идеализме, ревизионизме, ликвидаторстве, схоластике, эклектике, антимарксизме, философской беспомощности и т.д.
Итоги критики механицизма подвела 2-я Всесоюзная конференция марксистско-ленинских научно-исследовательских учреждений (1929), принявшая резолюцию, в которой отмечалось:

Ведя, по существу, борьбу против философии марксизма-ленинизма, не понимая основ материалистической диалектики и подменяя на деле революционно-материалистическую диалектику вульгарным эволюционизмом, а материализм — позитивизмом, объективно препятствуя проникновению методологии диалектического материализма в область естествознания и т. д., — это течение представляет явный отход от марксистско-ленинских философских позиций.
«Деборинцы» победили в «дискуссии» благодаря имевшимся в их распоряжении административным рычагам влияния.